# Бердичівський повіт
Бердичівський повіт (до 1846 року — Махновецький / Махнівський) — адміністративно-територіальна одиниця Київської губернії Російської імперії. Повітовий центр — місто (до 1846 містечко) Бердичів, до 1841/46 — містечко (нині село) Махнівка.

## Історія
Махновецький повіт виник 24 квітня (13 квітня за старим стилем) 1793 року на основі Брацлавського і Подільського воєводств за результатами Другого поділу Речі Посполитої, в межах новоствореного Брацлавського намісництва Російської імперії. Брацлавське намісництво складалося з 13 повітів.
1796 року повіт увійшов до складу Київської губернії, а в Махнівці були влаштовані повітові присутні місця. Повіт знаходився в західній частині губернії і на заході межував з Вінницьким повітом Подільської губернії, на півночі з Житомирським повітом Волинської губернії, на сході з Сквирським і Таращанським повітами, а на півдні з Липовецьким повітом Київської губернії. Площа повіту становила 295 388 десятин (3227 км²).
21 лютого 1844 року до Махновецького повіту Київської губернії було приєднано містечко Бердичів (з 13 квітня 1793 року Бердичів — містечко Житомирського повіту Волинської губернії, яка до 1 січня 1795 мала назву Ізяславська).
7 (19) грудня 1845 року оголошено указ Його Імператорської Величності Миколи I, яким Бердичеву надано статус міста. Одночасно Бердичів став центром однойменного повіту.
Швидке зростання та розвиток Бердичева призвело до занепаду Махнівки. Та ще й пожежа 1841 року зруйнувала більшість будівель. У 1846 році всі повітові присутні місця переведені до Бердичева, Бердичів з містечка став повітовим містом, а повіт перейменований на Бердичівський. Махнівка стала власницьким містечком.
Згідно з переписом населення Російської імперії 1897 року в повіті проживало 279 695 чоловік. З них 66,94 % — українці, 23,06 % — євреї, 3,62 % — росіяни, 5,77 % — поляки.
В повіті було 306 населених пунктів. На 1900 рік — 379 населених пунктів, зокрема одне місто (Бердичів), 10 містечок, 160 сіл, 149 хуторів, 11 колоній, 2 слободи, 1 урочище, 17 ферм, 9 корчем, 2 селища, 13 залізничних будок, 2 залізничні станції, 2 залізничні казарми.

## Герб повітового центру
22 січня 1796 року Махнівка отримала свій герб, у верхній частині якого був герб Брацлавського намісництва. У 1867 році було розроблено проект нового герба, але він не був прийнятий, і герб Брацлава досі є у гербі Махнівки.
Герб Махнівки 1796 року детально описаний у гербовнику Вінклера (1899).
Въ верхней части щита гербъ Брацлавскій. Въ нижней — по состоянію тамо, иждивеніемъ помѣщика, заведенныхъ фабрикъ — въ зеленомъ полѣ, накрестъ положенныя, серебрянныя, вещи къ фабрикамъ принадлежащія: бердо, челнокъ и цевка; по сторонамъ ихъ, въ золотые тюки связанныя, издѣлія.
Герб Бердичева у гербовнику Вінклера 1899 року відсутній.
Вперше Герб Бердичева відомий у 1913 році, у книзі, виданій до 300-річчя Дому Романових.

## Адміністративний поділ

### на 1861 рік
Волості: Білашківська, Білопільська, Бистрицька, Брицька, Булаївська, Вахнівська, Вуїнська, Дзюнківська, Дубово-Мехеринецька, Закутинецька, Каменецька, Козятинська, Котюжинська, Мало-Чернявська, Мало-Чернятинська, Махнівська, Молотковецька, Мончинецька, Непедівська, Ново-Прилуцька, Огіївська, Погребиська, Пузирецька, Самгородська, Саражинецька, Свитинецька, Семенівська, Спичинецька, Станилівська, Старо-Прилуцька, Терехівська, Холаїмгородська, Юзефівська.

### на 1885 рік
- м. Бердичів
- Білилівська волость
- Білопільська волость
- Бистрицька волость
- Вахнівська волость
- Вуйнівська волость
- Дзюньківська волость
- Дубово-Махаринецька волость (з кін. XIX ст. — Юзефівська)
- Козятинська волость
- Малочернятинська волость
- Махнівська волость
- Мончинська волость (ліквідована в кін. 1880-х рр.)
- Огіївська волость (ліквідована в кін. 1880-х рр.)
- Погребищенська волость
- Прилуцька волость (також — Новоприлуцька)
- Пузирецька волость
- Самгородоцька волость
- Свитинецька волость (з кін. XIX ст. — Ширмівська)
- Семенівська волость
- Спичинецька волость
- Халаїмгородоцька волость (ліквідована в кін. 1880-х рр.)
- Чернявська волость (також — Малочернявська)

## Перепис населення
1808 рік. Перепис євреїв Махновського (Бердичівського) повіту орендарів закладів з продажу акцизних напоїв.